# Dieci piccoli indiani (miniserie televisiva)
Dieci piccoli indiani (And Then There Were None) è una miniserie televisiva britannica trasmessa da BBC One nel 2015. 
La miniserie è stata scritta da Sarah Phelps ed è basata sul romanzo Dieci piccoli indiani di Agatha Christie.
Mentre la versione originale è composta da tre puntate da 60 minuti, la versione italiana è stata trasmessa sul canale tematico Giallo in prima TV assoluta il 6 e 7 novembre 2016, in due puntate da 90 minuti.

## Trama
Agosto 1939. Otto sconosciuti sono invitati per diversi motivi in una tenuta arroccata a Soldier Island, un'isola al largo della costa del Devon, dai misteriosi coniugi Owen (Ulick Norman Owen e Una Nancy Owen), da loro mai conosciuti personalmente. Essi sono: Vera Claythorne, una giovane donna ex governante assunta come segretaria; Anthony Marston, giovane rampollo con un'irrefrenabile passione per le automobili; John Macarthur, generale veterano della prima guerra mondiale; Emily Brent, un'anziana signora puritana e dal comportamento rigido; Lawrence Wargrave, un anziano giudice; William Blore, poliziotto ed investigatore privato; Edward Armstrong, un dottore; e Philip Lombard, capitano ed esploratore. Una volta giunti nel luogo dell'incontro vengono accolti da due domestici appena assunti, Thomas e Ethel Rogers, ma i padroni di casa sono misteriosamente assenti. I domestici dicono di non aver mai conosciuto gli Owen e di essere stati assunti tramite lettera. In ognuna delle camere assegnate agli ospiti è appesa al muro una macabra filastrocca che recita la storia di dieci indiani i quali, uno dopo l'altro, muoiono in modi differenti; sul centrotavola della sala da pranzo, inoltre, si trovano le statuine corrispondenti ai dieci indiani della filastrocca. Mentre gli ospiti cenano e discorrono tra di loro, una voce proveniente da un grammofono incolpa ciascuno dei presenti, inclusi i due domestici, di aver commesso un omicidio. Gli otto ospiti negano le accuse mosse contro di loro, ad eccezione di Lombard, esploratore che uccise 21 indigeni di una tribù africana, e Marston, che investì i due fratellini John e Lucy Combes con la propria auto. I domestici Thomas e Ethel rivelano di aver causato la morte dell'anziana Jennifer Brady, presso cui prestavano servizio in precedenza, soffocandola con un cuscino ottenendo poi parte della sua eredità. Poco dopo, Marston muore improvvisamente dopo aver bevuto un gin intriso di cianuro, all'insaputa dei presenti, in modo simile a quello del primo indiano nella filastrocca. Il giorno seguente, la signora Rogers, che aveva avuto un malore dopo la dichiarazione di colpevolezza, viene trovata morta nel suo letto per cause sconosciute, in maniera corrispondente al secondo versetto. Successivamente, Vera Claythorne scopre e mostra al dottor Armstrong che due delle statuette nella sala da pranzo sono scomparse.
In seguito agli avvenimenti del giorno prima, gli ospiti si ritrovano in uno stato di paranoia, consapevoli di non poter lasciare l'isola per l'assenza di imbarcazioni e il mancato ritorno del barcaiolo che ha accompagnato la comitiva. L'avvelenamento delle due vittime porta a sospetti verso il dottor Armstrong, di cui viene subito ispezionata la borsa. Iniziati i controlli per la casa e dintorni allo scopo di scovare i misteriosi Owen o un eventuale assassino nascosto, la natura dietro le accuse di omicidio dei presenti comincia a venire alla luce: il giudice Wargrave condannò a morte	Edward Seton, da lui ritenuto colpevole contrariamente all'opinione pubblica; Philip Lombard conferma di aver ucciso 21 africani per una ricompensa in diamanti; Armstrong causò la morte di Louisa Mary Clees, sbagliando un'operazione perché ubriaco; Emily Brent provocò il suicidio della sua giovane governante, Beatrice Taylor, da lei licenziata e buttata fuori casa per essersi messa nei guai con uomo rimanendone incinta; Blore pestò a morte il giovane omosessuale Edward Stephen Landor durante un interrogatorio solo per guadagnare denaro sporco; il generale Macarthur sparò a Henry Richmond, suo subordinato e amante segreto di sua moglie, evento che lo perseguita e gli fa provare un forte senso di colpa. L'unica a considerarsi innocente è Vera, accusata di aver causato la morte del bambino da lei accudito, Cyril Ogilvie Hamilton, affermando che egli morì affogato in mare dopo averlo perso di vista momentaneamente. Dopo che il generale viene trovato ucciso con la testa fracassata da un telescopio, i sette rimanenti si rendono conto che il misterioso assassino agisce analogamente a quanto viene descritto nella filastrocca, e man mano che le persone muoiono, spariscono anche le statuine sul tavolo da pranzo. Il giudice Wargrave scopre che le iniziali dei coniugi Owen sono U.N., il che formerebbe la parola UNOwen, dalla pronuncia simile alla parola inglese unknown, "sconosciuto". Questo suggerisce quindi che gli Owen non esistano e che l'assassino sia uno di loro stessi. I giorni successivi, il maggiordomo Rogers viene trovato ucciso a colpi di ascia, e la signora Brent con uno dei suoi ferri da maglia conficcato nel collo. Lombard dice di aver portato con sé una rivoltella, che però è scomparsa e non si trova in nessuna stanza. I cinque superstiti si uniscono per indagare in tutte le stanze per smascherare l'assassino e salvarsi. Il gruppo non trova la pistola da nessuna parte, non consapevoli che è stata nascosta nella bocca del tappeto di pelle d'orso.
Dei dieci invitati ora ne sono rimasti cinque. Una volta tornati nelle proprie stanze, Vera perde i sensi dopo aver provato la sensazione di una mano che la strangola, ripensando in quel momento alla vicenda di Cyril. Gli altri arrivano di corsa e l'aiutano a riprendersi, ma poi si accorgono anche dell'assenza del giudice Wargrave. Quest'ultimo viene trovato con un foro di proiettile in fronte e viene dichiarato morto dal dottor Armstrong. Questo suggerisce che sia stata usata la rivoltella scomparsa di Lombard. I restanti quattro, ormai in uno stato di pazzia e paranoia, danno inizio ad un baccanale con alcol e droghe, mentre Vera e Philip iniziano una relazione e hanno un rapporto sessuale, portando momentaneamente Blore a sospettare che i due siano i misteriosi signori Owen. Durante la notte Blore sente un rumore di passi, esce dalla sua camera e vede Armstrong uscire di casa; allora lui e Lombard dicono a Vera di aspettare in camera il loro ritorno mentre si mettono alla ricerca del dottore, ora convinti che sia lui l'assassino. Dopo un po', i due tornano dicendo di non averlo trovato. Il giorno dopo i tre decidono di prendere delle provviste e restare sulla costa, il luogo meno esposto al pericolo, e Lombard ritrova improvvisamente la sua pistola sul letto. Mentre Vera e Lombard si recano fuori, Blore è teso in un'imboscata e pugnalato a morte dall'assassino, che indossa il tappeto di pelle d'orso. Vera e Lombard arrivano troppo tardi, e una volta tornati fuori vedono una strana figura tra gli scogli in lontananza. Avvicinandosi, scoprono che si tratta del cadavere di Armstrong. Vera sottrae così la pistola a Lombard e lo accusa di essere l'assassino, essendo rimasti solo loro due; egli cerca di convincerla che ci sia qualcun altro sull'isola, ma ella non gli crede e gli spara, portandola al delirio e allo svenimento. In quel momento vengono mostrati dei flashback che svelano la terribile verità sul passato di Vera: Cyril, il bambino affidato alle sue cure, fu volutamente lasciato annegare da lei in modo che l'eredità di cui era destinatario andasse allo zio Hugo, l'uomo che amava e con cui, grazie a quel denaro, avrebbe potuto costruire un futuro. Lo zio, tuttavia, molto legato al nipotino, aveva intuito la verità e, sconvolto, l'aveva lasciata, giurando che se mai avesse potuto dimostrare la verità l'avrebbe fatta impiccare. Al suo risveglio, Vera ritorna nella sua stanza, dove ora pende un cappio con una sedia pronta per essere utilizzata: è il destino dell'ultimo indiano della filastrocca. In trance, Vera sale sulla sedia e infila la testa nel cappio, quando all'improvviso qualcuno entra nella stanza: è il giudice Wargrave, il vero assassino. Disperata, Vera tenta di liberarsi ma finisce per penzolare dal cappio con i piedi a malapena appoggiati alla sedia rovesciata. Wargrave svela che inscenò la propria morte con l'aiuto di Armstrong, di cui intuiva l'istintiva fiducia nei propri confronti, facendogli credere che così facendo sarebbero arrivati insieme a scoprire l'autore delle morti, ma infine uccise pure lui spingendolo giù dalla scogliera. Il giudice rivela poi di essere stato mosso dal senso di giustizia e dal sadismo nel provocare le morti, due diversi aspetti della sua natura canalizzati perfettamente nella sua carriera di giudice. Le prove che lo portarono a condannare Seton furono considerate troppo orribili per essere rese pubbliche, ma lui ne rimase affascinato, tanto che quando assistette alla sua condanna a morte capì che erano "anime affini". Quando scoprì di essere un malato terminale, mise in atto il delitto perfetto scegliendo le sue vittime tra persone colpevoli di omicidio ma sfuggite alla legge e che avrebbero quindi meritato la morte, convinto che la giustizia debba arrivare per tutti. Vera cerca di contrattare con Wargrave, promettendo di mantenere il segreto e incolpare Lombard, ma il giudice tira via la sedia da sotto di lei e la lascia morire. Tornato nella sala da pranzo, Wargrave apparecchia la tavola per due, e suicidandosi con l'ultimo proiettile della rivoltella, lascia che il contraccolpo della pistola la posizioni dall'altra parte del tavolo, dando così l'idea di un omicidio e lasciando sull'isola un enigma irrisolvibile per la polizia.

## Produzione
And Then There Were None è stato commissionato da Ben Stephenson e Charlotte Moore per la BBC in occasione del 125º anniversario della nascita di Agatha Christie. L'adattamento è stato prodotto da Screen Mammoth, in collaborazione con Agatha Christie Productions.
La scrittrice Sarah Phelps ha detto alla BBC di essere rimasta scioccata dalla crudezza e brutalità del romanzo. Confrontando il romanzo con gli altri lavori della Christie, ha affermato: «Nelle storie di Miss Marple e Poirot qualcuno è lì per svelare il mistero, e questo ti dà un senso di sicurezza, di prevedere cosa succederà dopo [...] In questo libro ciò non accade - nessuno verrà a salvarti, assolutamente nessuno verrà ad aiutarti».
Le riprese sono iniziate nel luglio 2015. La Cornovaglia è stata utilizzata per molte scene del porto e della spiaggia, tra cui Holywell Bay, Kynance Cove e Mullion Cove. Harefield House a Hillingdon, fuori Londra, fungeva da location per la villa dell'isola. La scenografa Sophie Beccher ha arredato la casa nello stile anni '30 di designer quali Syrie Maugham ed Elsie de Wolfe. Le scene sottostanti e in cucina sono state girate a Wrotham Park nell'Hertfordshire, mentre le scene della ferrovia furono girate al South Devon Railway tra Totnes e Buckfastleigh.

## Puntate
| n. | Titolo originale | Prima TV Regno Unito | Prima TV Italia |
| -- | ---------------- | -------------------- | --------------- |
| 1  | Episode 1        | 26 dicembre 2015     | 6 novembre 2016 |
| 2  | Episode 2        | 27 dicembre 2015     | 6 novembre 2016 |
| 2  | Episode 2        | 27 dicembre 2015     | 7 novembre 2016 |
| 3  | Episode 3        | 28 dicembre 2015     |                 |

La versione originale inglese è composta da tre puntate da 60 minuti; la versione italiana due puntate da 90 minuti.
La serie ha ottenuto il plauso della critica ed è stato un successo di ascolti per la BBC, con il primo episodio che ha raccolto oltre 6 milioni di spettatori. Ciascuno dei due episodi successivi è stato visto da oltre 5 milioni di spettatori.